# مايك هاريس (مجدف)
مايك هاريس (بالإنجليزية: Michael Harris)‏ هو مجدف بريطاني، ولد في 6 مايو 1969 في باري ‏ في المملكة المتحدة.

## وصلات خارجية
- مايك هاريس على موقع الاتحاد الدولي للتجديف (الإنجليزية)
- مايك هاريس على موقع أوليمبيديا (الإنجليزية)